# Política de Luxemburg
Luxemburg té un sistema Parlamentari amb una monarquia constitucional. D'acord amb la Constitució de 1868, el poder executiu recau en el Gran Duc i el Consell de Govern (gabinet), que consta del Primer Ministre i diversos ministres més.
El poder legislatiu recau en la Cambra dels diputats, triats per sufragi directe cada 5 anys. Una segona cambra, el Consell d'Estat de Luxemburg (Conseil d'État), compost de 21 ciutadans corrents designats pel Gran Duc, assessoren la Cambra dels diputats en l'elaboració de la legislació.

## El sistema polític de l'Estat luxemburguès (seglexxi)

### La Constitució
L'actual Constitució vigent al Luxemburg data del 1868. Aquesta estableix el Luxemburg com a Estat sobirà i de monarquia constitucional. És a dir, estableix la separació de poders pròpia de tota democràcia derivada de la doctrina montesquiana però manté en peu la monarquia que veu limitat el seu poder en el text constitucional. Això vol dir que els poders legislatiu, judicial i executiu estan separats però l'elegibilitat només es concedeix al poder legislatiu. L'actual Constitució, però, ha patit reformes des de la seva aprovació el 17 d'octubre del 1868.
Així, el Luxemburg és una monarquia constitucional. El poder executiu és doncs càrrec del monarca mentre que el poder judicial queda separat i el legislatiu condicionat a l'elecció popular. La Constitució assumeix el paper de Llei fonamental suprema de l'Estat. Estableix els drets fonamentals i anuncia els grans principis del funcionament de l'Estat.
El cap d'Estat del Luxemburg és en conseqüència el Gran-Duc del Luxemburg, avui Enric de Luxemburg, càrrec hereditari i no elegible. En tant que Cap d'Estat, el Gran Duc, que dona nom de forma comuna al país, "gran ducat del Luxemburg", assumeix el paper de protector de les fronteres del país i, per tant, de la seva independència.
Alhora, la Constitució del Luxemburg atorga al Gran Duc el poder executiu de forma que internacionalment el país és representat pel monarca i, dins el país, l'execució de les lleis es fan a càrrec seu, almenys de cara a la Llei. Això, perquè la pràctica habitual establerta al Luxemburg d'ençà, com a mínim, el segle xx, és la doctrina de "regna però no governa", és a dir, malgrat que constitucionalment el monarca tingui el poder executiu a les seves mans, a la pràctica, el poder executiu l'exerceix un govern escollit després de les eleccions al parlament en règim de sufragi universal.

### L'òrgan executiu
El govern es compon d'un president, que porta el títol de Primer ministre, i diversos membres col·legiats que reben el títol de ministres, els quals formen l'equip de govern. El Primer ministre assumeix el rol de cap de Govern, però, com que la Constitució atorga el poder executiu al monarca, aquest pot triar lliurement i sense condicions, els ministres que ocuparan el càrrec de l'equip de govern. Tanmateix, per principis democràtics, a la pràctica, el Gran Duc no tria ministres que no siguin de la seva confiança i que no hagin atès una majoria parlamentària. En efecte, i per la pràctica recurrent, el Gran Duc normalment només tria el Primer ministre, que després d'haver guanyat les eleccions al parlament, pot assumir el càrrec de cap d'Estat. Tot i això, res impedeix el Gran Duc de triar aleatòriament el seu cap de Govern, és a dir, el seu Primer ministre.
Els ministres han de ser de nacionalitat luxemburguesa. Les seves funcions han de ser incompatibles amb les de magistrat, membre de la Cort de Comptes, del Consell d'Estat, de diputat i de conseller comunal. La durada de les seves funcions és limitada, teòricament, pel Gran Duc qui té la capacitat per a revocar els ministres en qualsevol moment i segons la seva pròpia voluntat, de forma que legalment no existeix un termini fix. Per aquest motiu, el govern ha de presentar la seva dimissió quan es convoquen noves eleccions. A cada resultat final de noves eleccions, el partit majoritari entra, normalment segons les pràctiques, en negociació amb el cap d'Estat per a formar l'equip de govern, però, res impedeix el cap d'Estat de triar els seus ministres.

#### Òrgans consultius
A banda de l'equip de govern, el monarca té a la seva disposició òrgans consultius que exerceixen com a funció l'ajut de la governança. Aquests òrgans són,
- el Consell d'Estat
- el Consell econòmic i social
- les Cambres Professionals

El Consell d'Estat és un consell de 21 membres nomenats pel Gran Duc. Dona consells sobre projectes de Llei o decrets, i fins i tot, sobre qualsevol pregunta plantejada pel govern. Fins al 1997 exercia alhora el rol de jurisdicció administrativa. Arran d'una decisió de la Cort Europea dels Drets de l'Home, del Consell d'Europa, la jurisdicció administrativa s'ha separat.
El Consell Econòmic i Social és, per la seva banda, un òrgan de consulta que està encarregat d'estudiar, per iniciativa pròpia o per voluntat del govern, els problemes econòmics, financers i socials que interessin els sectors econòmics i l'economia nacional. Per tant, mitjançant estudis i els seus informes corresponents, el Consell Econòmic i Social, aconsella, proposa i motiva accions de govern dins l'àmbit econòmic i social. La seva composició està formada per representants de la Indústria pesant, les petites i mitjanes empreses, els sectors comercial i artesanal, agrícola i vinícola, i de la massa assalariada, en aquest darrer cas, representants sindicals.
Les Cambres Professionals, finalment, tenen per missió essencial salvaguardar i defensar els interessos dels grups professionals que representen. Es tracta, en realitat, de vàries "cambres" representatives dels sectors econòmics del país. Són les següents,
- la Cambra de Comerç
- la Cambra dels Empleats privats
- la cambra dels Funcionaris i Empleats públics
- la Cambra dels Oficis
- la Cambra del Treball
- la Cambra de l'Agricultura

Cada cambra és una associació privada amb organització pròpia. L'elecció dels caps directius de cadascuna d'aquestes cambres raona per procediment intern. Ara bé, sota proposta de les Cambres Professionals, el govern pot sotmetre els consells de les Cambres al parlament, el qual pot aprovar o no, sempre que la motivació es faci en el marc d'una proposta legislativa.

#### Òrgans de control estatal
A banda de la separació de poders clàssica, el Luxemburg disposa d'un òrgan de control de l'Estat. La Cort dels Comptes fou establerta l'any 1999. És la responsable de controlar les finances dels òrgans de l'Estat. El seu nomenament ja no prové del monarca però del parlament raó que explica que s'acostumi a qualificar d'"ull del parlament". En efecte, la Cort dels Comptes aconsegueix independència en ésser triada pel parlament. Tot i això, per a cada plaça, el parlament està obligat a presentar tres candidats a l'elecció al Gran Duc, el qual escull. La composició de la Cort dels Comptes és temporal. Cada sis anys es torna a procedir a la seva reelecció. A més de complir el rol de vigilant dels comptes de l'Estat, la Cort pot ser consultada per qüestions legislatives per part del parlament, sempre que tinguin incidències financeres sobre les arques públiques. Finalment, controla els comptes dels partits polítics. És pràctic habitual de la Cort publicar cada any un informe sobre l'estat de les finances de l'Estat. Informe sotmès després al parlament. És a dir, el parlament és qui acaba decidint del pressupost d'Estat.

### L'òrgan legislatiu
El poder legislatiu l'exerceix la Cambra dels Diputats. Aquesta vota les Lleis que es troben jeràrquicament sota la Constitució, la qual pot ser modificada en tota moment. El parlament del Luxemburg es compon de 60 membres escollits cada cinc anys de forma proporcional en règim de sufragi universal directe. Els electors, però, són circumscrits a Llista. En efecte, el país es divideix en quatre circumscripcions electorals: Sud, Est, Centre i Nord. Cadascuna escull entre llistes, el resultat de les quals són després traduïdes proporcionalment al parlament que és unicameral. Les ciutats d'Esch-sur-Alzette, Grevenmarcher, Luxemburg capital i Deikrich constitueixen elles mateixes una circumscripció.
Les iniciatives de lleis poden provenir o bé de la Cambra dels Diputats o del Gran Duc i el seu govern. A més, la pràctica habitual fa que el partit majoritari que hagi guanyat les eleccions legislatives, sigui escollit pel monarca per a compondre el seu equip de govern. Tot i això, legalment, és a dir, constitucionalment, el monarca tria lliurement qui vol com a membres de govern.

### L'òrgan judicial
El poder judicial està separat de la resta de poders. La Constitució és qui en garanteix la independència, organitzant-los, limitant-ne l'esfera d'activitat, determinant-ne les competències i preveient garanties de procediment.
El sistema jurídic luxemburguès consta de dos ordres jurídics:
- ordre judicial, competent per als litigis civils, penals i relatius al dret polític
- ordre administratiu, competent per als litigis amb l'administració

L'ordre judicial consta de tres instàncies de recurs. És a dir, existeixen tres nivell de recurs, els quals permeten garantir decisions justes i conformes a les Lleis. Cada ciutadà pot doncs recorre fins a tres vegades en tres institucions jurídiques en cas de considerar que les institucions anteriors no han aplicat la Llei.
- Tribunals de "Justícia de Pau"
- Cort d'apel·lació
- Cort de Cassació

Existeixen diversos tribunals de Justícia de Pau. Els litigis sobre el dret de treball els resol el Tribunal de Treball. En canvi, les contravencions de caràcter penal es reparteixen entre el Tribunal de la Joventut i Tutel·les i el Tribunal de Policia. La resta de matèries són repartides entre els Tribunals Civils i de Comerç i els Tribunals dels "arrondissement".
El segon recurs està cobert per la Cort d'apel·lació la qual torna a estudiar el cas presentat i torna a impartir justícia. Si les dues parts en conflicte consideren que no hi ha hagut reparació, poden demanar un tercer recurs, cobert per la Cort de Cassació que es limita a verificar si la Llei ha estat aplicada.
L'ordre administratiu, per la seva banda, es compon de dues instàncies de recurs. Són les següents,
- Tribunal administratiu
- Cort administrativa

El Tribunal administratiu és el primer recurs. Si aquest no és satisfactori, el sol·licitant pot demanar revisió i nova sentència a la Cort Administrativa. La tercera instància en l'ordre judicial es comparteix amb el quart recurs de l'ordre jurídic. Així, qualsevol cas que sigui susceptible d'apel·lar directament a la Constitució, pot ser revisat per la Cort Constitucional, la qual garanteix, únicament, l'aplicació de la Constitució. La Cort Constitucional està constituïda per nou membres.

#### Adhesió a la EU i el Consell d'Europa
Degut a l'adhesió del Luxemburg al Consell d'Europa, òrgan obligatori per l'homologació internacional després de la Segona Guerra Mundial, qualsevol ciutadà luxemburguès pot demanar recurs a la Cort Europea de Drets de l'Home, sempre que el seu cas contempli la vulneració de la Carta Europea de Drets Humans i quan el sol·licitant hagi exhaurit, prèviament, tots els òrgans i instàncies de recurs del seu propi país.
I, encara, es pot sol·licitar recurs al Tribunal de Justícia de la Unió Europea, sense restriccions d'accés, sempre que el sol·licitant hagi exhaurit els recursos propis del seu país d'origen. Aquest recurs és independent de la Cort Europea de Drets de l'Hom i apareix amb l'adhesió del Luxemburg a la Unió Europea. El Tribunal de Justícia de la Unió Europea és el poder judicial de la Unió Europea i, per tant, les seves decisions són de caràcter supranacional i de compliment obligatori als Estats membres.

## Sistema electoral luxemburguès
El vot és obligatori al Luxemburg. Els ciutadans que tenen dret a vot per edat i nacionalitat han de justificar per escrit el motiu pel qual no poden votar. Cas contrari, s'aplica una multa monetària. En cas de reincidència, l'import de la multa s'apuja.

### Partits
- Comitè d'Acció per a la Democràcia i Justícia per als Pensionistes (ADR) (Robert Mehlen)
- Partit Popular Social Cristià (CSV) (Erna Hennicot-Schoepges)
- Partit Democràtic (DP) (Claude Meisch)
- Partit Verd (François Bausch)
- Partit Obrer Socialista de Luxemburg (LSAP) (Jean Asselborn)
- L'Esquerra (Déi Lénk) (André Hoffman)
- Partit Comunista de Luxemburg (KPL) (Aly Ruckert)

### Sindicats / Grups de pressió
- ABBL (associació de banquers)
- ALEBA (unió de comerç financer)
- Centrale Paysanne (federació de productors agrícoles)
- CEP (cambra del sector professional)
- CGFP (central sindical dels empleats públics)
- Chambre de Commerce (Cambra de comerç)
- Chambre des Metiers (Cambra d'Artesans)
- FEDIL (federació industrial)
- LCGP (central sindical de tradició cristiana)
- OGBL (central sindical de tradició socialista)

### Agrupacions
- Federació de Sindicats Cristians Luxemburguesos
- Sindicat de Treballadors Luxemburguesos Lliures